# Palawanboomtimalia
De palawanboomtimalia (Zosterornis hypogrammicus synoniem: Stachyris hypogrammica) is een zangvogel uit de familie  Zosteropidae (brilvogels). De vogel werd in 1961 door de Deense ornitholoog Finn Salomonsen als Stachyris hypogrammicus geldig beschreven.

## Verspreiding en leefgebied
De palawanboomtimalia komt alleen voor op het Filipijnse eiland Palawan. De soort is daar waargenomen op op Mount Victoria, Mount Mataling, Mount Borangbato en Mount Mantalingajan. Het leefgebied bestaat uit natuurlijk montaan, tropisch bos boven de 1000 m boven de zeespiegel..

## Status
De grootte van de populatie is niet gekwantificeerd maar de soort wordt omschreven als algemeen. Op de Rode lijst van de IUCN heeft deze soort de status niet bedreigd.